# Сяка (Келіменешті, Вилча)
Сяка (рум. Seaca) — село у повіті Вилча в Румунії. Адміністративно підпорядковане місту Келіменешті.
Село розташоване на відстані 162 км на північний захід від Бухареста, 12 км на північ від Римніку-Вилчі, 108 км на північний схід від Крайови, 109 км на південний захід від Брашова.

## Населення
За даними перепису населення 2002 року у селі проживали 324 особи, з них 323 особи (99,7%) румунів. Рідною мовою 323 особи (99,7%) назвали румунську.